# Poona National Park
Poona National Park är en park i Australien. Den ligger i delstaten Queensland, omkring 210 kilometer norr om delstatshuvudstaden Brisbane. Arean är 54 kvadratkilometer.
Närmaste större samhälle är Maryborough, omkring 15 kilometer nordväst om Poona National Park.
I omgivningarna runt Poona National Park växer i huvudsak städsegrön lövskog. Runt Poona National Park är det ganska glesbefolkat, med 23 invånare per kvadratkilometer. Genomsnittlig årsnederbörd är 1 406 millimeter. Den regnigaste månaden är mars, med i genomsnitt 295 mm nederbörd, och den torraste är september, med 22 mm nederbörd.